# Cronquistsystemet
Cronquistsystemet är ett klassificeringssystem för gömfröväxter som utvecklades av Arthur Cronquist i hans arbeten An Integrated System of Classification of Flowering Plants (1981) och The Evolution and Classification of Flowering Plants (1988). Cronquistsystemet delar upp gömfröväxterna i två stora klasser, enhjärtbladiga växter (Monocotyledonae) och tvåhjärtbladiga växter (Dicotyledonae). Växtordningarna delas där in i underklasser.
Även om Cronquistsystemet fortfarande används, så ersätts det allt mer av APG II, som är ett klassificeringssystem av Angiosperm Phylogeny Group. Se Lista över växtfamiljer efter ordning för en nyare indelning av växter som följs på Wikipedia.

## Cronquistsystemet

### Klassen Magnoliopsida
1. Underklassen Magnoliidae
  1. Ordningen Magnoliales
    1. Winteraceae
    2. Degeneriaceae
    3. Himantandraceae
    4. Eupomatiaceae
    5. Austrobaileyaceae
    6. Magnoliaceae
    7. Lactoridaceae
    8. Annonaceae
    9. Myristaceae
    10. Canellaceae

  2. Ordningen Laurales
    1. Amborellaceae
    2. Trimeniaceae
    3. Monimiaceae
    4. Gomortegaceae
    5. Calycanthaceae
    6. Idiospermaceae
    7. Lauraceae
    8. Hernandiaceae

  3. Ordningen Piperales
    1. Chloranthaceae
    2. Saururaceae
    3. Piperaceae

  4. Ordningen Aristolochiales
    1. Aristolochiaceae

  5. Ordningen Illiciales
    1. Illiciaceae
    2. Schisandraceae

  6. Ordningen Nymphaeales
    1. Nelumbonaceae
    2. Nymphaeaceae
    3. Barclayaceae
    4. Cabombaceae
    5. Ceratophyllaceae

  7. Ordningen Ranunculales
    1. Ranunculaceae
    2. Circaeasteraceae
    3. Berberidaceae
    4. Sargentodoxaceae
    5. Lardizabalaceae
    6. Menispermaceae
    7. Coriariaceae
    8. Sabiaceae

  8. Ordningen Papaverales
    1. Papaveraceae
    2. Fumariaceae
2. Underklassen Hamamelidae
  1. Ordningen Trochodendrales
    1. Tetracentraceae
    2. Trochodendraceae

  2. Ordningen Hamamelidales
    1. Cercidiphyllaceae
    2. Eupteliaceae
    3. Platanaceae
    4. Hamamelidaceae
    5. Myrothamnaceae

  3. Ordningen Daphniphyllales
    1. Daphniphyllaceae

  4. Ordningen Didymelales
    1. Didymelaceae

  5. Ordningen Eucommiales
    1. Eucommiaceae

  6. Ordningen Urticales
    1. Barbeyaceae
    2. Ulmaceae
    3. Cannabaceae
    4. Moraceae
    5. Cecropiaceae
    6. Urticaceae

  7. Ordningen Leitneriales
    1. Leitneraceae

  8. Ordningen Juglandales
    1. Rhoipteleaceae
    2. Juglandaceae

  9. Ordningen Myricales
    1. Myricaceae

  10. Ordningen Casuarinales
    1. Casuarinaceae
3. Underklassen Caryophyllidae
  1. Ordningen Caryophyllales
    1. Phytolaccaceae
    2. Achatocarpaceae
    3. Nyctaginaceae
    4. Aizoaceae
    5. Didiereaceae
    6. Cactaceae
    7. Chenopodiaceae
    8. Amaranthaceae
    9. Portulacaceae
    10. Basellaceae
    11. Molluginaceae
    12. Caryophyllaceae

  2. Ordningen Polygonales
    1. Polygonaceae

  3. Ordningen Plumbaginales
    1. Plumbaginaceae
4. Underklassen Dilleniidae
  1. Ordningen Dilleniales
    1. Dilleniaceae
    2. Paeoniaceae

  2. Ordningen Theales
    1. Ochnaceae
    2. Sphaerosepalaceae
    3. Sarcolenaceae
    4. Dipterocarpaceae
    5. Caryocaraceae
    6. Theaceae
    7. Actinidiaceae
    8. Scytopetalaceae
    9. Pentaphylaaceae
    10. Tetrameristaceae
    11. Pellicieraceae
    12. Oncothecaceae
    13. Marcgraviaceae
    14. Quiinaceae
    15. Elatinaceae
    16. Paracryphiaceae
    17. Medusagynaceae
    18. Clusiaceae

  3. Ordningen Malvales
    1. Elaeocarpaceae
    2. Tiliaceae
    3. Sterculiaceae
    4. Bombacaceae
    5. Malvaceae

  4. Ordningen Lecythidales
    1. Lecythidaceae

  5. Ordningen Nepenthales
    1. Sarraceniaceae
    2. Nepenthaceae
    3. Droseraceae

  6. Ordningen Violales
    1. Flacourtiaceae
    2. Peridiscaceae
    3. Bixaceae
    4. Cistaceae
    5. Huaceae
    6. Lacistemataceae
    7. Scyphostegiaceae
    8. Stachyuraceae
    9. Violaceae
    10. Tamaricaceae
    11. Frankeniaceae
    12. Dioncophyllaceae
    13. Ancistrocladaceae
    14. Turneraceae
    15. Malesherbiaceae
    16. Passifloraceae
    17. Achariaceae
    18. Caricaceae
    19. Fouquieraceae
    20. Hoplestigmataceae
    21. Cucurbitaceae
    22. Datiscaceae
    23. Begoniaceae
    24. Loasaceae

  7. Ordningen Salicales
    1. Salicaceae

  8. Ordningen Capparales
    1. Tovariaceae
    2. Capparaceae
    3. Brassicaceae
    4. Moringaceae
    5. Resedaceae

  9. Ordningen Batales
    1. Gyrostemonaceae
    2. Bataceae

  10. Ordningen Ericales
    1. Cyrillaceae
    2. Clethraceae
    3. Grubbiaceae
    4. Empetraceae
    5. Epacridaceae
    6. Ericaceae
    7. Pyrolaceae
    8. Monotropaceae

  11. Ordningen Diapensiales
    1. Diapensiaceae

  12. Ordningen Ebenales
    1. Sapotaceae
    2. Ebenaceae
    3. Styracaceae
    4. Lissocarpaceae
    5. Symplocaceae

  13. Ordningen Primulales
    1. Theophrastaceae
    2. Myrsinaceae
    3. Primulaceae
5. Underklassen Rosidae
  1. Ordningen Rosales
    1. Brunelliaceae
    2. Connaraceae
    3. Eucryphiaceae
    4. Cunoniaceae
    5. Davidsoniaceae
    6. Dialypetalanthaceae
    7. Pittosporaceae
    8. Byblidaceae
    9. Hydrangeaceae
    10. Columelliaceae
    11. Grossulariaceae
    12. Greyiaceae
    13. Bruniaceae
    14. Anisophylleaceae
    15. Alseuosmiaceae
    16. Crassulaceae
    17. Cephalotaceae
    18. Saxifragaceae
    19. Rosaceae
    20. Neuradaceae
    21. Crossosomataceae
    22. Chrysobalanaceae
    23. Surianaceae
    24. Rhadbdodendraceae

  2. Ordningen Fabales
    1. Mimosaceae
    2. Caesalpinaceae
    3. Fabaceae

  3. Ordningen Proteales
    1. Elaeagnaceae
    2. Proteaceae

  4. Ordningen Podostemales
    1. Podostemaceae

  5. Ordningen Haloragales
    1. Haloragaceae
    2. Gunneraceae

  6. Ordningen Myrtales
    1. Sonneratiaceae
    2. Lythraceae
    3. Penaeaceae
    4. Crypteroniaceae
    5. Thymelaeaceae
    6. Trapaceae
    7. Myrtaceae
    8. Punicaceae
    9. Onagraceae
    10. Oliniaceae
    11. Melastomataceae
    12. Combretaceae

  7. Ordningen Rhizophorales
    1. Rhizophoraceae

  8. Ordningen Cornales
    1. Alangiaceae
    2. Nyssaceae
    3. Cornaceae
    4. Garryaceae

  9. Ordningen Santalales
    1. Medusandraceae
    2. Dipentodontaceae
    3. Olacaceae
    4. Opiliaceae
    5. Santalaceae
    6. Misodendraceae
    7. Loranthaceae
    8. Viscaceae
    9. Eremolepidaceae
    10. Balanophoraceae

  10. Ordningen Rafflesiales
    1. Hydnoraceae
    2. Mitrastemonaceae
    3. Rafflesiaceae

  11. Ordningen Celastrales
    1. Geissolomataceae
    2. Celastraceae
    3. Hippocrataceae
    4. Stackhousiaceae
    5. Salvadoraceae
    6. Aquifoliaceae
    7. Icacinaceae
    8. Aextoxicaceae
    9. Cardiopteridaceae
    10. Corynocarpaceae
    11. Dichapetalaceae

  12. Ordningen Euphorbiales
    1. Buxaceae
    2. Simmondsiaceae
    3. Pandaceae
    4. Euphorbiaceae

  13. Ordningen Rhamnales
    1. Rhamnaceae
    2. Leeaceae
    3. Vitaceae

  14. Ordningen Linales
    1. Erythroxylaceae
    2. Humiriaceae
    3. Ixonanthaceae
    4. Hugoniaceae
    5. Linaceae

  15. Ordningen Polygalales
    1. Malpighiaceae
    2. Vochysiaceae
    3. Trigoniaceae
    4. Tremandraceae
    5. Polygalaceae
    6. Xanthophyllaceae
    7. Krameriaceae

  16. Ordningen Sapindales
    1. Staphyleaceae
    2. Melianthaceae
    3. Bretschneideraceae
    4. Akaniaceae
    5. Sapindaceae
    6. Hippocastanaceae
    7. Aceraceae
    8. Burseraceae
    9. Anacardiaceae
    10. Julianiaceae
    11. Simaroubaceae
    12. Cneoraceae
    13. Meliaceae
    14. Rutaceae
    15. Zygophyllaceae

  17. Ordningen Geraniales
    1. Oxalidaceae
    2. Geraniaceae
    3. Limnanthaceae
    4. Tropaeolaceae
    5. Balsaminaceae

  18. Ordningen Apiales
    1. Araliaceae
    2. Apiaceae
6. Underklassen Asteridae
  1. Ordningen Gentianales
    1. Loganiaceae
    2. Retziaceae
    3. Gentianaceae
    4. Saccifoliaceae
    5. Apocynaceae
    6. Asclepidaceae

  2. Ordningen Solanales
    1. Duckeodendraceae
    2. Nolanaceae
    3. Solanaceae
    4. Convolvulaceae
    5. Cuscutaceae
    6. Menyanthaceae
    7. Polemoniaceae
    8. Hydrophyllaceae

  3. Ordningen Lamiales
    1. Lennoaceae
    2. Boraginaceae
    3. Verbenaceae
    4. Lamiaceae

  4. Ordningen Callitrichales
    1. Hippuridaceae
    2. Callitrichaceae
    3. Hydrostachyaceae

  5. Ordningen Plantaginales
    1. Plantaginaceae

  6. Ordningen Scrophulariales
    1. Buddlejaceae
    2. Oleaceae
    3. Scrophulariaceae
    4. Globulariaceae
    5. Myoporaceae
    6. Orobanchaceae
    7. Gesneriaceae
    8. Acanthaceae
    9. Pedaliaceae
    10. Bignoniaceae
    11. Mendonciaceae
    12. Lentibulariaceae

  7. Ordningen Campanulales
    1. Pentaphragmataceae
    2. Sphenocleaceae
    3. Campanulaceae
    4. Stylidiaceae
    5. Donatiaceae
    6. Brunoniaceae
    7. Goodeniaceae

  8. Ordningen Rubiales
    1. Rubiaceae
    2. Theligonaceae

  9. Ordningen Dipsacales
    1. Caprifoliaceae
    2. Adoxaceae
    3. Valerianaceae
    4. Dipsacaceae

  10. Ordningen Calycerales
    1. Cayceraceae

  11. Ordningen Asterales
    1. Asteraceae

### Klassen Liliopsida
1. Underklassen Alismatidae
  1. Ordningen Alismatales
    1. Butomaceae
    2. Limnocharitaceae
    3. Alismataceae

  2. Ordningen Hydrocharitales
    1. Hydrocharitaceae

  3. Ordningen Najadales
    1. Aponogetonaceae
    2. Scheuchzeriaceae
    3. Juncaginaceae
    4. Potamogetonaceae
    5. Ruppiaceae
    6. Najadaceae
    7. Zannichelliaceae
    8. Posidoniaceae
    9. Cymodoceaceae
    10. Zosteraceae

  4. Ordningen Triuridales
    1. Petrosaviaceae
    2. Triuridaceae
2. Underklassen Arecidae
  1. Ordningen Arecales
    1. Arecaceae

  2. Ordningen Cyclanthales
    1. Cyclanthaceae

  3. Ordningen Pandanales
    1. Pandanaceae

  4. Ordningen Arales
    1. Araceae
    2. Lemnaceae
3. Underklassen Commelinidae
  1. Ordningen Commelinales
    1. Rapateaceae
    2. Xyridaceae
    3. Mayacaceae
    4. Commelinaceae

  2. Ordningen Eriocaulales
    1. Eriocaulaceae

  3. Ordningen Restionales
    1. Flagellariaceae
    2. Joinvilleaceae
    3. Restionaceae
    4. Centrolepidaceae

  4. Ordningen Juncales
    1. Juncaceae
    2. Thurniaceae

  5. Ordningen Cyperales
    1. Cyperaceae
    2. Poaceae

  6. Ordningen Hydatellales
    1. Hydatellaceae

  7. Ordningen Typhales
    1. Sparganiaceae
    2. Typhaceae
4. Underklassen Zingiberidae
  1. Ordningen Bromeliales
    1. Bromeliaceae

  2. Ordningen Zingiberales
    1. Strelitziaceae
    2. Heliconiaceae
    3. Musaceae
    4. Lowiaceae
    5. Zingiberaceae
    6. Costaceae
    7. Cannaceae
    8. Marantaceae
5. Underklassen Liliidae
  1. Ordningen Liliales
    1. Philydraceae
    2. Pontederiaceae
    3. Haemodoraceae
    4. Cyanastraceae
    5. Liliaceae
    6. Iridaceae
    7. Velloziaceae
    8. Aloeaceae
    9. Agavaceae
    10. Xanthorrhoeaceae
    11. Hanguanaceae
    12. Taccaceae
    13. Stemonaceae
    14. Smilacaceae
    15. Dioscoreaceae

  2. Ordningen Orchidales
    1. Geosiridaceae
    2. Burmanniaceae
    3. Corsiaceae
    4. Orchidaceae